# Antalfi János
Csíkszentmártoni báró Antalfi János (Csíkszentmárton, 1644 – Károlyfehérvár, 1728. június 10.) erdélyi római katolikus megyés püspök.

## Élete
A nagyszombati jezsuita akadémiára járt, itt lett teológus doktorrá, ezután Csíkszentgyörgyön volt plébános. 1706-tól kezdve mindkét Csíkszék, Gyergyószék és Kászonszék főesperese volt, 1708-ban vikárius lett. Amikor III. Károly 1716. október 4-én visszaállította az erdélyi székeskáptalant, őt nevezte ki nagypréposttá. 1724. március 13-án lett püspök, hivatalában XIII. Benedek pápa 1725. január 13-án erősítette meg. 1725. március 1-jén a főkormányszéki tanács tagja lett. 
1727. március 17-én megalapította Kolozsvárott a jezsuiták nyomdáját, és betűkészletet ajándékozott erre a célra. 1727. október 27-én bárói rangra emelték. Sokat fáradozott az akkori katolikusellenes törvények megváltoztatásáért, de viszonylag kevés sikerrel járt.
Sírja a gyulafehérvári érseki székesegyházban található. A csíkszentmártoni helytörténeti múzeumban három pannót szenteltek életének és munkásságának.

## Munkái
Nagydicsőségű Aaron, az az Mgos úr Mártonffy György, erdélyi püspök, kit ezzel az együgyü dicsérettel megtisztelt. Kolozsvár, 1721.